# コケティッシュ渋滞中
「コケティッシュ渋滞中」（コケティッシュじゅうたいちゅう）は、日本の女性アイドルグループ・SKE48の楽曲。作詞は秋元康、作曲はフジノタカフミが担当した。2015年3月31日にSKE48の17作目のシングルとしてエイベックス・ミュージック・クリエイティヴ（avex trax）から発売された。センターポジションは松井珠理奈と松井玲奈が務めた。

## 背景とリリース

### リリースの経緯と同日発売
本作は、CDが多数発売される水曜日ではなく、火曜日に発売された。
シングルの発売は、2015年1月23日に開催されたAKB48 リクエストアワーセットリストベスト1035 2015 3日目公演において、NMB48の11thシングル「Don't look back!」と同日発売である旨とともに発表された。AKB48の姉妹グループ同士がシングルを同日発売するのは初めての出来事となった。
この発表に対してメンバーは複雑な思いをコメントしており、発表直後高柳明音は「ファンの皆さんがケンカしなければいいなと思います」とコメントしているほか、翌日のコンサートのMCの中で松井玲奈は「どっちが勝つの？と言われるけど、戦いじゃない」「私たちは曲を聴いてもらうために（CDを）出してるんだから」と言及、後日、松井珠理奈は「お互いのファンがお互いの曲を聴いて、良さを知ってもらえる機会という気持ちもあるし、やっぱり負けたくない気持ちもあります」とコメント、NMB48の山本彩も後日のテレビ番組において、本音では自身のグループが1位になる方がいいとしつつも「一番キレイな形としては同率1位」と述べている。
SKE48劇場支配人の今村悦朗はGoogle+上で、当初はファンやメンバーの心情を考えてなるべく避けたいという思いを抱く一方、両グループのレコード会社がどうしても3月中に発売したいという都合から、「苦渋の決断」として同日発売を決定したことを説明した。その一方、やる限りは全力でプロモーションを行うとし、両グループが「切磋琢磨」して48グループを盛り上げていければという希望を述べている。
表題曲「コケティッシュ渋滞中」を歌う選抜メンバーは、2月11日に千葉市・幕張メッセで開催された握手会で発表された。また、2月20日に放送されたテレビ朝日の音楽番組『ミュージックステーション』でタイトルが発表されるとともに、選抜メンバー21人が出演して楽曲をテレビで初披露した。
リリース前日の3月30日には、グループに縁のある愛知県知多郡南知多町の羽豆岬をメンバー5人が訪れ、羽豆神社でシングルのヒット祈願を行い、師崎港ではシングル記念横断幕の除幕式を行った。

### リリース
前作「12月のカンガルー」から約3か月半ぶりで、2015年1枚目のシングル。
CDは初回生産限定盤TYPE-A、通常盤TYPE-A、初回生産限定盤TYPE-B、通常盤TYPE-B、初回生産限定盤TYPE-C、通常盤TYPE-C、初回生産限定盤TYPE-D、通常盤TYPE-D、劇場盤（ミュージック・カード付）の9形態でのリリース。初回盤と通常盤の収録トラックは同一だが、ジャケットが異なるほか、初回盤4種には封入特典としてイベント参加券1枚とランダム生写真1枚（全21種）が付いた。
また、絵柄全58種のミュージック・カードが販売されている。
センターは前作から再び交代となり、松井珠理奈は15thシングル「不器用太陽」以来2作ぶり、松井玲奈は13thシングル「賛成カワイイ!」以来4作ぶり。
選抜メンバーは、前作から1人減り21人となった。江籠裕奈、神門沙樹、磯原杏華の3人が初選抜、松村香織が10thシングル「キスだって左利き」以来2年振りの選抜復帰となった。一方、山内鈴蘭、2月28日に卒業した岩永亞美、3月31日に卒業予定の古川愛李、そして同日発売されるNMB48の11thシングルに選抜メンバーとして参加する山田菜々と渡辺美優紀が選抜から外れた。シングル選抜では姉妹グループを含めて初めて、2014年に加入したドラフト生が2人選出された。また、磯原杏華は2期生としてお披露目してから約6年（2,166日）での初選抜で、姉妹グループを含めて最長記録となった。
カップリングは6曲。A - C各タイプに3チームの曲が収録されていて、TYPE-AはチームSの「DIRTY」、TYPE-BはチームKIIの「今夜はJoin us!」、TYPE-CはチームEの「音を消したテレビ」となっている。山田菜々、渡辺美優紀の2人はこのチーム曲にも参加していない。このほか、TYPE-Dには2015年3月に卒業した佐藤実絵子・中西優香・古川愛李3人のユニットが歌う「桜、覚えていてくれ」、劇場盤には舞台“AKB49〜恋愛禁止条例〜”SKE48単独公演に出演している17人のユニット「セレクション17」による「夜の教科書」がそれぞれ収録されている。また、全タイプ共通で収録の「僕は知っている」は映画『アイドルの涙 DOCUMENTARY of SKE48』の主題歌で、27人のメンバーからなるユニットが歌っている。
今作は、前述の通りNMB48の11thシングルに参加する山田菜々、渡辺美優紀と、研究生のうち5人（青木詩織、井田玲音名、荻野利沙、鎌田菜月、竹内彩姫）がどの楽曲にも参加していない。
キャッチコピーは「ホームに近づく電車が 君の髪を踊らせる」。

## 音楽性と批評
爽やかな曲調に乗せて、男の子目線で甘酸っぱい片想いを描いた曲。女友達がどんどん大人っぽく（＝コケティッシュに）なっていき周りの注目を集める様を「渋滞中」に例えて、その女友達に自分も恋をしていく様子を表現している。CDジャーナルによれば、ジグソーやジャクソン・シスターズに通じるサウンドにハードロック的ギターや「直球アイドル・ソング展開」が施されたディスコ曲と評されている。

## プロモーション
リリース記念として、以下のイベントが企画された。
- ニコニコ生放送 「SKE48 17thシングル「コケティッシュ渋滞中」発売記念!笑いあり、涙あり、スベり無し!生放送17時間ぶっ通しSP!!」 : 3月21日-22日放送[29][30]。
- 発売記念リリースイベント@オアシス21 : 3月22日、名古屋市東区のオアシス21にて。観客約5,000人を集めてライブを行い、「コケティッシュ渋滞中」など4曲を披露した[30]。
- 通常盤発売記念リリースイベント@パシフィコ横浜 : 3月31日（リリース当日）、横浜市のパシフィコ横浜にて。握手会と3回のミニライブが行われ、その中で第7期生が初めてのパフォーマンスを披露したほか、研究生5人のチーム昇格が発表された。ストラックアウトや射的などのアトラクションが設けられた[31][32][33]。
- 通常盤 記念イベント : 6月13日に東京都大田区の日本工学院専門学校蒲田キャンパスで「SKE48 季節外れの文化祭」、8月16日に名古屋市のポートメッセなごやで全国握手会、8月22日に京都市の京都パルスプラザで全国握手会、計3回が行なわれた[34]。
- 劇場盤 記念イベント : 4月から7月にかけて、名古屋市（ポートメッセなごや）で4回（うち1回は松井玲奈のみ）、千葉市（幕張メッセ）と東京都（東京ビッグサイト）でそれぞれ1回、京都市（京都パルスプラザ）と大阪市（インテックス大阪）でそれぞれ1回、計7回の個別握手会が行なわれた[35]。

ミュージック・カードの販売企画として、1月31日に名古屋市で行われた握手会にて「2ショット写メ権」抽選権付きカードの予約販売が行われた。また、3月31日に横浜市で行われたリリースイベントでは、アトラクション参加券付の商品として、5枚セットのミュージック・カードが販売された。
Type-B収録の特典映像と連動した企画として、3月29日にBSフジで『SKE48の神対測定 presented by BSフジ』が放送されたほか、3月28日から29日にかけて同局でオリジナルのシングルスポットCMが放送された。
また、『有吉AKB共和国』（TBS、3月23日）、『音楽の時間 〜MUSIC HOUR〜』（フジテレビ、3月27日）、『AKBINGO!』（日本テレビ、3月31日）など複数のテレビ番組に、同日にシングルを発売するNMB48と同時出演してプロモーションを行った。

## アートワーク

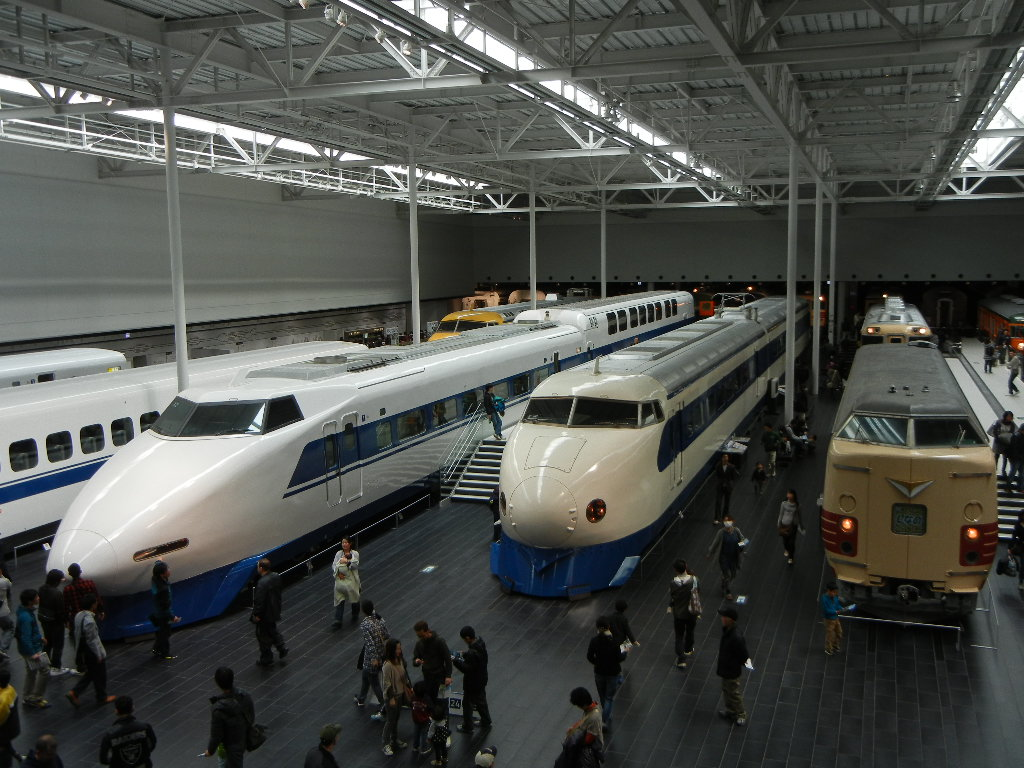
ジャケット写真の一部はリニア・鉄道館館内で撮影された

ジャケット写真は、名古屋と東京を何度も往復していることから自称「日本一新幹線に乗るグループ」であることにちなみ、東海道新幹線の駅プラットホーム、改札口、車内のほか、名古屋市港区のリニア・鉄道館で撮影されている。なお、このジャケット撮影を契機として、SKE48は東海旅客鉄道（JR東海）からリニア・鉄道館の特別親善大使の委嘱を受けた。2015年4月21日に就任記念式典が開催され、額縁にジャケット写真を飾った記念プレートの贈呈が行われた。なお、この日はちょうど会見直前に山梨リニア実験線で鉄道の世界最高速度603km/hが記録されており、新幹線好き・鉄道好きで知られる松井玲奈は喜びのコメントをしている。
| TYPE-A 初回限定盤 表 | 松井珠理奈                               |
| TYPE-A 通常盤 表     | 須田亜香里・谷真理佳・松村香織・宮澤佐江 |
| TYPE-A 裏            | チームSメンバー18人                      |
| TYPE-B 初回限定盤 表 | 松井玲奈                                 |
| TYPE-B 通常盤 表     | 東李苑・大矢真那・宮前杏実               |
| TYPE-B 裏            | チームKIIメンバー16人                    |
| TYPE-C 初回限定盤 表 | 北川綾巴・古畑奈和                       |
| TYPE-C 通常盤 表     | 大場美奈・木本花音・柴田阿弥・二村春香   |
| TYPE-C 裏            | チームEメンバー17人                      |
| TYPE-D 初回限定盤 表 | 佐藤すみれ・惣田紗莉渚・高柳明音         |
| TYPE-D 通常盤 表     | 磯原杏華・江籠裕奈・神門沙樹             |
| TYPE-D 裏            | 佐藤実絵子・中西優香・古川愛李           |
| 劇場盤 表            | 「コケティッシュ渋滞中」選抜メンバー21名 |

ジャケットに描かれているタイトルロゴは、高柳明音によるもの。

## チャート成績
「コケティッシュ渋滞中」のシングルCDは、2015年4月13日付オリコン週間シングルチャートにおいて初登場で1位にランクインした。前述のとおり同時発売になった「Don't look back!」が2位となった。SKE48のシングルの1位獲得は「バンザイVenus」から13作連続、通算13作目となった。初動売上は約64万枚となり、前作「12月のカンガルー」からは約25万枚増、「チョコの奴隷」が記録した約53万9000枚を上回り、SKE48のシングルにおける初動売上の最高記録を更新した。
なお、オリコンはチャート上でのミュージックカードの合算集計を4月6日から廃止することを1月に発表しており、この週は合算が行われる最後の週であった。本作では、ミュージック・カードが付属したことによって劇場盤に限りチャート上のカウントが2倍になったと推定される。そのため、例えばリアルサウンドに掲載されたライターの香月孝史の記事では、変更前に「ランキングのルールを目一杯活用した」販売方法だったとも評されている。
2015年3月月間でも64万枚を売り上げ、約103万2000枚で1位のAKB48「Green Flash」に次いで、同月間チャート2位にランクインした。
Billboard JAPANのチャートにおいては、2015年4月13日付のHot 100で「Don't look back!」に次ぐ2位にランクインした。劇場盤を除く一般流通8種のみが計上されるHot Singles Salesでも初動売上約8万2000枚となり、同曲に次ぐ2位となった。ルックアップの3位でも同曲を下回ったが、ツイートは4位と同曲と並び、エアプレイの29位、ダウンロードの22位は上回る結果となっている。
サウンドスキャンジャパンのチャートにおいては、2015年3月30日 - 4月5日調査分の週間CDソフト シングルランキング TOP20でType-A初回盤が推定売上枚数22,139枚の2位、続けてType-B初回盤が3位、Type-C初回盤が6位、Type-D初回盤が7位を記録し、4タイプ計で約7万9000枚となっている。一方で、「Don't look back!」の限定盤が1位・4位・5位、通常盤が8位・10位・11位にランクインしている。

## ミュージック・ビデオ

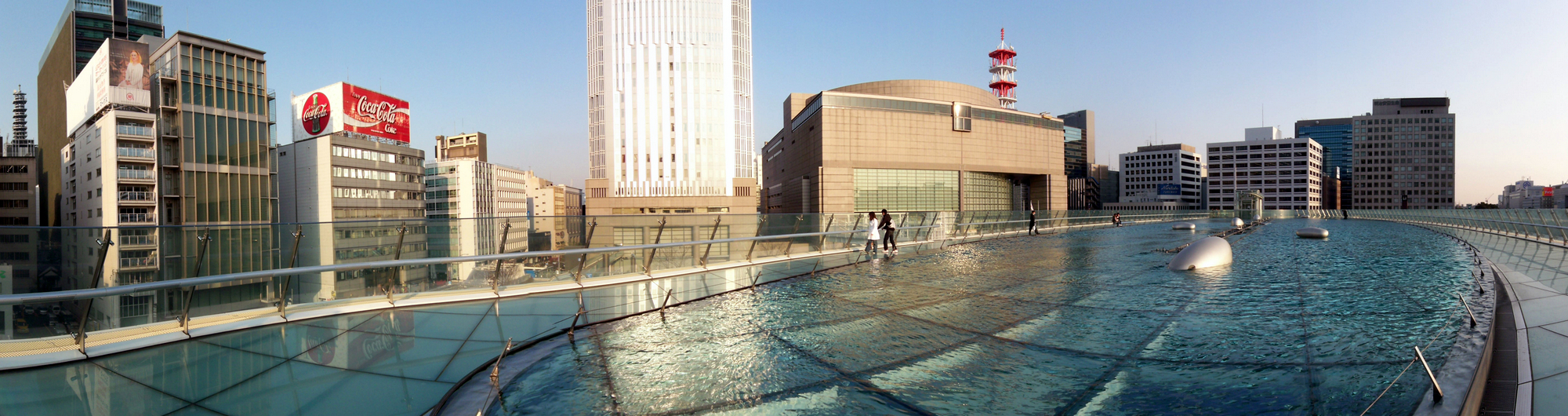
MVに登場するオアシス21の「水の宇宙船」

ミュージック・ビデオの監督を務めたのは中村哲平。名古屋市内を舞台に、メンバーと周りの人たちが一緒に踊るフラッシュモブのシーン、全メンバーによる激しいダンスのシーン、息の合ったラインダンスのシーンなどで構成されている。SKE48劇場のあるサンシャイン栄（中区）のほか、大須商店街（中区）、名古屋港水族館（港区）、オアシス21（東区）、テレビ塔（中区）、覚王山ル・アンジェ教会（千種区）など市内の名所で撮影が行われた。
フラッシュモブのシーンは、メンバーが歌って踊りながら街を散策していると、周りの人たちもつられて一緒に踊り出すという設定で、名古屋やSKE48の魅力を多くの人に伝えて皆に元気を与えるという想いが込められているという。衣装は、春らしさを感じさせる制服が使われている。
カップリング曲のミュージック・ビデオ撮影場所は下表の通り。
| 「DIRTY」              | 葛飾区奥戸 土屋製作所                                                 |
| 「今夜はJoin us!」     | 日本工学院八王子専門学校及び東京工科大学八王子キャンパス              |
| 「音を消したテレビ」   | 中野四季の森公園、日本そば 朝日屋 御徒町店、YELLOW STUDIO（A Studio） |
| 「桜、覚えていてくれ」 | 銚子電鉄 海鹿島駅                                                     |

## ライブ・パフォーマンス
振り付けは前作に続いて牧野アンナが担当した。本人のTwitterによると、「これぞSKE」と思ってもらえるような振り付けを指向していて、「明るく元気でコミカルで可愛く」踊ることを重点に、配置が頻繁に変わり運動量も多いものを「死ぬほど楽しそうにやりきって」踊るよう指導したという。
初披露となった2月20日放送の『ミュージックステーション』では、ダンスの最中に足を高く上げる振りで松井玲奈の靴が飛ぶというハプニングが発生した。

## メディアでの使用
「コケティッシュ渋滞中」は、ジーフットとSKE48のコラボレーションキャンペーン「SKE48×ASBee」のCM曲に使用されているほか、松井珠理奈が出演している豚旨うま屋ラーメン「私の元気の源」篇のCM曲に使用されている。

## シングル収録トラック

### TYPE-A
| #  | タイトル                                 | 作詞   | 作曲           | 編曲     | 時間 |
| -- | ---------------------------------------- | ------ | -------------- | -------- | ---- |
| 1. | 「コケティッシュ渋滞中」                 | 秋元康 | フジノタカフミ | 佐々木裕 | 4:06 |
| 2. | 「DIRTY」(Team S)                        | 秋元康 | 若田部誠       | 若田部誠 | 4:06 |
| 3. | 「僕は知っている」(DOCUMENTARY of SKE48) | 秋元康 | 板垣祐介       | 板垣祐介 | 4:01 |
| 4. | 「コケティッシュ渋滞中 off vocal」       |        | フジノタカフミ | 佐々木裕 | 4:06 |
| 5. | 「DIRTY off vocal」                      |        | 若田部誠       | 若田部誠 | 4:06 |
| 6. | 「僕は知っている off vocal」             |        | 板垣祐介       | 板垣祐介 | 4:00 |

| #  | タイトル                                          | 作詞 | 作曲・編曲 | 監督     |
| -- | ------------------------------------------------- | ---- | ---------- | -------- |
| 1. | 「コケティッシュ渋滞中 Music Video」              |      |            | 中村哲平 |
| 2. | 「DIRTY Music Video」                             |      |            | 福居英晃 |
| 3. | 「特典映像「SKE48ファン握手会シミュレーション」」 |      |            |          |

### TYPE-B
| #  | タイトル                                 | 作詞   | 作曲           | 編曲     | 時間 |
| -- | ---------------------------------------- | ------ | -------------- | -------- | ---- |
| 1. | 「コケティッシュ渋滞中」                 | 秋元康 | フジノタカフミ | 佐々木裕 | 4:06 |
| 2. | 「今夜はJoin us!」(Team KII)             | 秋元康 | 市川裕一       | 市川裕一 | 3:55 |
| 3. | 「僕は知っている」(DOCUMENTARY of SKE48) | 秋元康 | 板垣祐介       | 板垣祐介 | 4:01 |
| 4. | 「コケティッシュ渋滞中 off vocal」       |        | フジノタカフミ | 佐々木裕 | 4:06 |
| 5. | 「今夜はJoin us! off vocal」             |        | 市川裕一       | 市川裕一 | 3:55 |
| 6. | 「僕は知っている off vocal」             |        | 板垣祐介       | 板垣祐介 | 4:00 |

| #  | タイトル                                            | 作詞 | 作曲・編曲 | 監督     |
| -- | --------------------------------------------------- | ---- | ---------- | -------- |
| 1. | 「コケティッシュ渋滞中 Music Video」                |      |            | 中村哲平 |
| 2. | 「今夜はJoin us! Music Video」                      |      |            | 園田俊郎 |
| 3. | 「特典映像「SKE48の神対測定 presented by BSフジ」」 |      |            |          |

### TYPE-C
| #  | タイトル                                 | 作詞   | 作曲           | 編曲     | 時間 |
| -- | ---------------------------------------- | ------ | -------------- | -------- | ---- |
| 1. | 「コケティッシュ渋滞中」                 | 秋元康 | フジノタカフミ | 佐々木裕 | 4:06 |
| 2. | 「音を消したテレビ」(Team E)             | 秋元康 | 佐々木裕       | 佐々木裕 | 4:34 |
| 3. | 「僕は知っている」(DOCUMENTARY of SKE48) | 秋元康 | 板垣祐介       | 板垣祐介 | 4:01 |
| 4. | 「コケティッシュ渋滞中 off vocal」       |        | フジノタカフミ | 佐々木裕 | 4:06 |
| 5. | 「音を消したテレビ off vocal」           |        | 佐々木裕       | 佐々木裕 | 4:34 |
| 6. | 「僕は知っている off vocal」             |        | 板垣祐介       | 板垣祐介 | 4:00 |

| #  | タイトル                                                  | 作詞 | 作曲・編曲 | 監督     |
| -- | --------------------------------------------------------- | ---- | ---------- | -------- |
| 1. | 「コケティッシュ渋滞中 Music Video」                      |      |            | 中村哲平 |
| 2. | 「音を消したテレビ Music Video」                          |      |            | 中村太洸 |
| 3. | 「特典映像「SKE48研究生の武者修行〜アイススケート編〜」」 |      |            |          |

### TYPE-D
| #  | タイトル                                               | 作詞   | 作曲           | 編曲       | 時間 |
| -- | ------------------------------------------------------ | ------ | -------------- | ---------- | ---- |
| 1. | 「コケティッシュ渋滞中」                               | 秋元康 | フジノタカフミ | 佐々木裕   | 4:06 |
| 2. | 「桜、覚えていてくれ」(佐藤実絵子・中西優香・古川愛李) | 秋元康 | 伊藤心太郎     | 伊藤心太郎 | 4:24 |
| 3. | 「僕は知っている」(DOCUMENTARY of SKE48)               | 秋元康 | 板垣祐介       | 板垣祐介   | 4:01 |
| 4. | 「コケティッシュ渋滞中 off vocal」                     |        | フジノタカフミ | 佐々木裕   | 4:06 |
| 5. | 「桜、覚えていてくれ off vocal」                       |        | 伊藤心太郎     | 伊藤心太郎 | 4:24 |
| 6. | 「僕は知っている off vocal」                           |        | 板垣祐介       | 板垣祐介   | 4:00 |

| #  | タイトル                                                    | 作詞 | 作曲・編曲 | 監督     |
| -- | ----------------------------------------------------------- | ---- | ---------- | -------- |
| 1. | 「コケティッシュ渋滞中 Music Video」                        |      |            | 中村哲平 |
| 2. | 「桜、覚えていてくれ Music Video」                          |      |            | 園田俊郎 |
| 3. | 「特典映像「卒業 documentary 仲間の詩〜さよならの横顔〜」」 |      |            |          |

### 劇場盤
| #  | タイトル                                               | 作詞   | 作曲           | 編曲     | 時間 |
| -- | ------------------------------------------------------ | ------ | -------------- | -------- | ---- |
| 1. | 「コケティッシュ渋滞中」                               | 秋元康 | フジノタカフミ | 佐々木裕 | 4:06 |
| 2. | 「夜の教科書」(セレクション17 “AKB49〜恋愛禁止条例〜”) | 秋元康 | 佐々木裕       | 佐々木裕 |      |
| 3. | 「僕は知っている」(DOCUMENTARY of SKE48)               | 秋元康 | 板垣祐介       | 板垣祐介 | 4:01 |
| 4. | 「SKE48 17th Single Medley」                           |        |                |          |      |
| 5. | 「コケティッシュ渋滞中 off vocal」                     |        | フジノタカフミ | 佐々木裕 | 4:06 |
| 6. | 「夜の教科書 off vocal」                               |        | 佐々木裕       | 佐々木裕 |      |
| 7. | 「僕は知っている off vocal」                           |        | 板垣祐介       | 板垣祐介 |      |

## 選抜メンバー
- 東李苑
- 磯原杏華
- 江籠裕奈
- 大場美奈
- 大矢真那
- 北川綾巴
- 木本花音
- 神門沙樹
- 佐藤すみれ
- 柴田阿弥
- 須田亜香里
- 惣田紗莉渚
- 高柳明音
- 谷真理佳
- 二村春香
- 古畑奈和
- 松井珠理奈
- 松井玲奈
- 松村香織
- 宮澤佐江
- 宮前杏実